# Esperimento di Fizeau

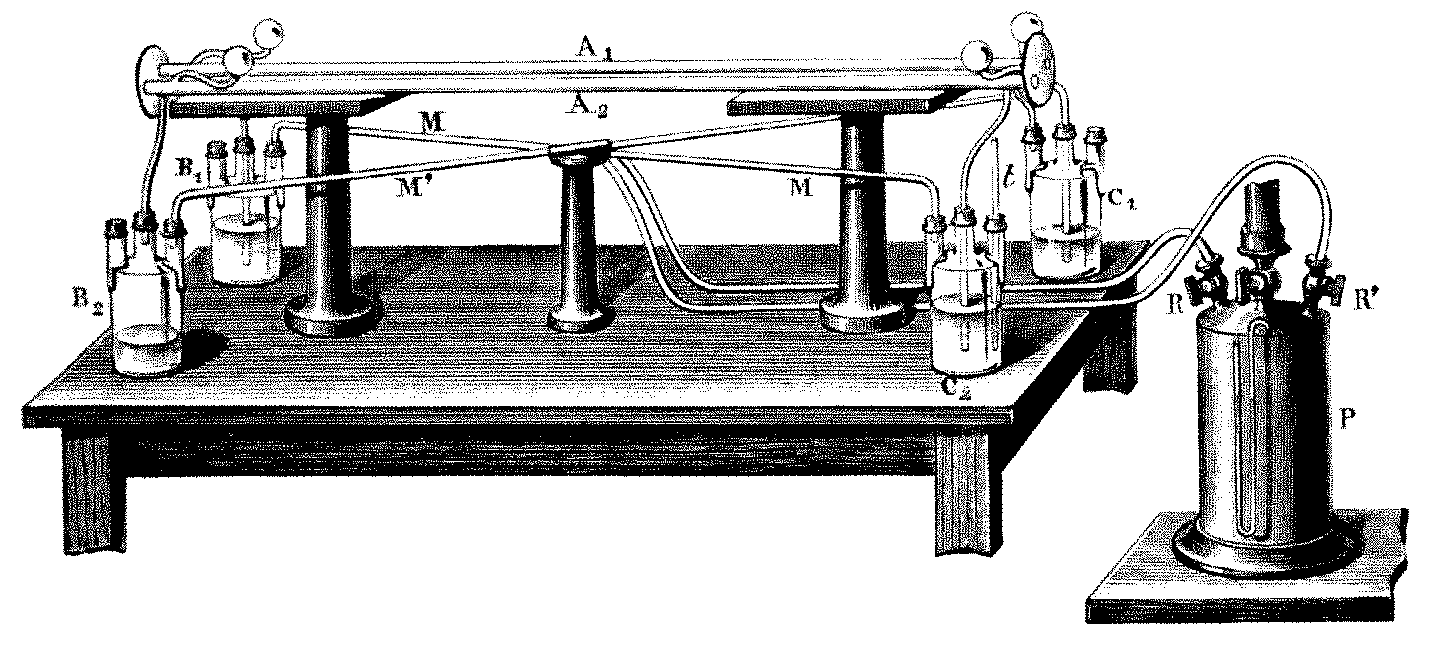
Figura 1. Apparato utilizzato nell'esperimento Fizeau

L'esperimento di Fizeau fu condotto da Hippolyte Fizeau nel 1851 per misurare le velocità relativa della luce nell'acqua, quando questa è mantenuta in movimento a velocità costante. Fizeau utilizzò una speciale disposizione dell'interferometro per misurare l'effetto del movimento di un mezzo ottico sulla velocità della luce.
Secondo le teorie prevalenti all'epoca, la luce che viaggia attraverso un mezzo mobile sarebbe trascinata dal mezzo, in modo che la velocità misurata della luce sarebbe una semplice somma della sua velocità attraverso il mezzo più la velocità del mezzo. Fizeau ha effettivamente rilevato un effetto trascinante, ma l'entità dell'effetto che ha osservato, era molto più basso del previsto. I suoi risultati apparentemente supportarono l'ipotesi di parziale trascinamento dell'etere di Fresnel, una situazione sconcertante per la maggior parte dei fisici. Passò più di mezzo secolo prima che si sviluppasse una spiegazione soddisfacente dell'inattesa misurazione di Fizeau con l'avvento della teoria della relatività speciale di Albert Einstein. Einstein in seguito ha sottolineato l'importanza dell'esperimento per la relatività speciale, in cui corrisponde alla formula relativistica della composizione delle velocità, approssimata per piccole velocità.
Anche se nella letteratura scientifica è indicato come l'esperimento Fizeau, questo non fu l'unico compiuto, anzi, Fizeau era uno sperimentatore attivo che ha effettuato una grande varietà di differenti esperimenti per misurare la velocità della luce in varie situazioni.

## Disposizione sperimentale

Figura 2. Rappresentazione altamente semplificata dell'esperimento di Fizeau

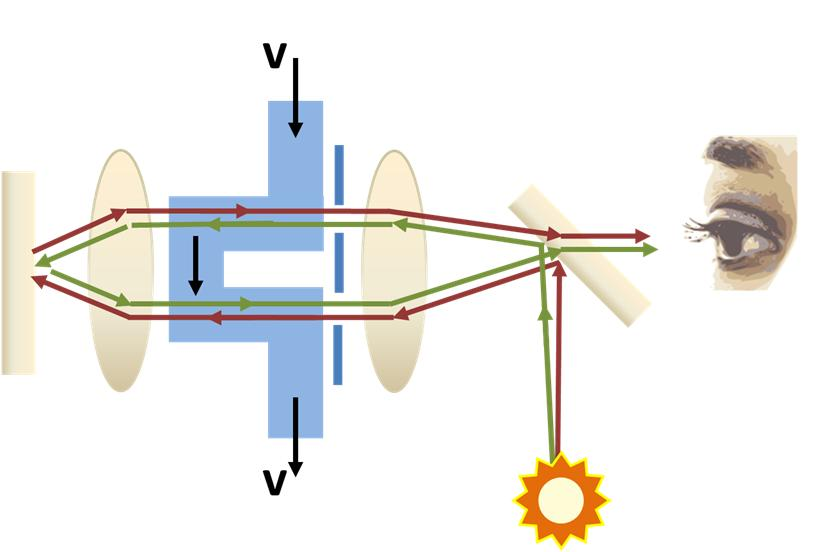
Figura 3. Configurazione dell'esperimento di Fizeau (1851)

Una rappresentazione altamente semplificata dell'esperimento di Fizeau del 1851 è presentata in Fig. 2. La luce in arrivo viene divisa in due fasci da un separatore del fascio (BS) e fatta passare attraverso due colonne d'acqua che scorrono in direzioni opposte. I due raggi vengono quindi ricombinati per formare una figura di interferenza che può essere interpretata da un osservatore.
La disposizione semplificata illustrata in Fig. 2 avrebbe richiesto l'uso della luce monocromatica, che avrebbe consentito solo lievi frange. A causa della breve lunghezza della coerenza della luce bianca, l'uso della luce bianca avrebbe richiesto di determinare i percorsi ottici con un grado di precisione difficilmente realizzabile e l'apparato sarebbe stato estremamente sensibile alle vibrazioni, alle accelerazioni e alle variazioni di temperatura.
D'altra parte, l'apparato reale di Fizeau, illustrato nella Figura 3 e nella Figura 4, è stato impostato come un interferometro a percorso comune. Ciò garantiva che i raggi opposti passassero attraverso percorsi equivalenti, in modo che le frange si formassero prontamente anche quando si utilizza il sole come fonte di luce.
Il doppio transito della luce aveva lo scopo di aumentare la distanza percorsa nel mezzo in movimento e di compensare ulteriormente qualsiasi differenza accidentale di temperatura o pressione tra i due tubi, da cui potrebbe derivare uno spostamento delle frange, che potrebbe sommarsi allo spostamento che il solo movimento avrebbe prodotto; e quindi hanno reso incerta l'osservazione.

- Fizeau 

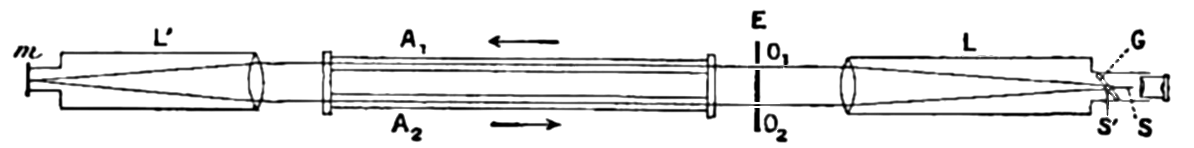
Figura 4 Allestimento dell'Esperimento di Fizeau (1851)

Il raggio di luce proveniente dalla sorgente S ′ viene diviso da un beam splitter G ed è collimato in un raggio parallelo dalla lente L. Dopo aver superato le aperture O 1 e O 2, i due raggi di luce viaggiano attraverso i tubi A 1 e A 2, nei i quali scorre acqua in versi opposti, come mostrato dalle frecce. I raggi si riflettono su uno specchio m nel fuoco dell'obiettivo L ′, in modo che un raggio si propaghi sempre con il flusso d'acqua a favore e l'altro nel verso opposto all'acqua. Dopo percorso in versi opposti i due tubi, entrambi i raggi si riuniscono in S, dove producono frange di interferenza che possono essere visualizzate attraverso l'oculare. Dalla figura di interferenza che viene prodotta nell'oculare si può determinare la velocità della luce in ciascun braccio del tubo.

## Coefficiente di trascinamento di Fresnel
Supponiamo che l'acqua scorra nei tubi con velocità v. Secondo la teoria non relativistica dell'etere luminifero, la velocità della luce dovrebbe essere maggiore quando è "trascinata" dall'acqua e minore quando "incontra" la resistenza dell'acqua. La velocità risultante del fascio di luce dovrebbe essere la semplice somma algebrica della sua velocità attraverso l'acqua più la velocità dell'acqua.
Cosicché, se n è l'indice di rifrazione dell'acqua, c / n è la velocità della luce nell'acqua ferma, la velocità prevista della luce w in un braccio sarebbe
{\displaystyle w_{+}={\frac {c}{n}}+v\ }
la velocità prevista nell'altro braccio sarebbe
{\displaystyle w_{-}={\frac {c}{n}}-v\ }
Quindi la luce che viaggia in verso opposto al flusso d'acqua dovrebbe essere più lenta della luce che viaggia nello stesso verso.
Il modello di interferenza tra i due raggi, quando la luce giunge all'oculare dell'osservatore, dipende dai tempi di transito nei due percorsi e può essere utilizzato per calcolare la velocità della luce nei due bracci, in funzione della velocità dell'acqua.
Fizeau ricavò la seguente formula
{\displaystyle w_{+}={\frac {c}{n}}+v\left(1-{\frac {1}{n^{2}}}\right)\ }
In altre parole, la luce sembrava essere trascinata dall'acqua, ma l'entità del trascinamento era molto più bassa del valore previsto dalla teoria.
L'esperimento di Fizeau costrinse i fisici ad accettare la validità empirica di una insoddisfacente e vecchia teoria di Augustin-Jean Fresnel (1818) che era stata utilizzata per spiegare un esperimento del 1810 di Arago, si constatava che un mezzo che si muove attraverso l'etere stazionario trascina la luce che lo attraversa, non completamente, ma solo con una frazione della velocità del mezzo, e il coefficiente di trascinamento f è dato da
{\displaystyle f=1-{\frac {1}{n^{2}}}\ .}
Nel 1895, Hendrik Lorentz predisse l'esistenza di un termine aggiuntivo a causa della dispersione:
{\displaystyle w_{+}={\frac {c}{n}}+v\left(1-{\frac {1}{n^{2}}}-{\frac {\lambda }{n}}\!\cdot \!{\frac {\mathrm {d} n}{\mathrm {d} \lambda }}\right)\ .}
In seguito si è scoperto che il coefficiente di trascinamento di Fresnel è effettivamente conforme alla formula di composizione delle velocità in campo relativistico, vedi la sezione Derivazione in relatività speciale.

## Repliche dell'esperimento

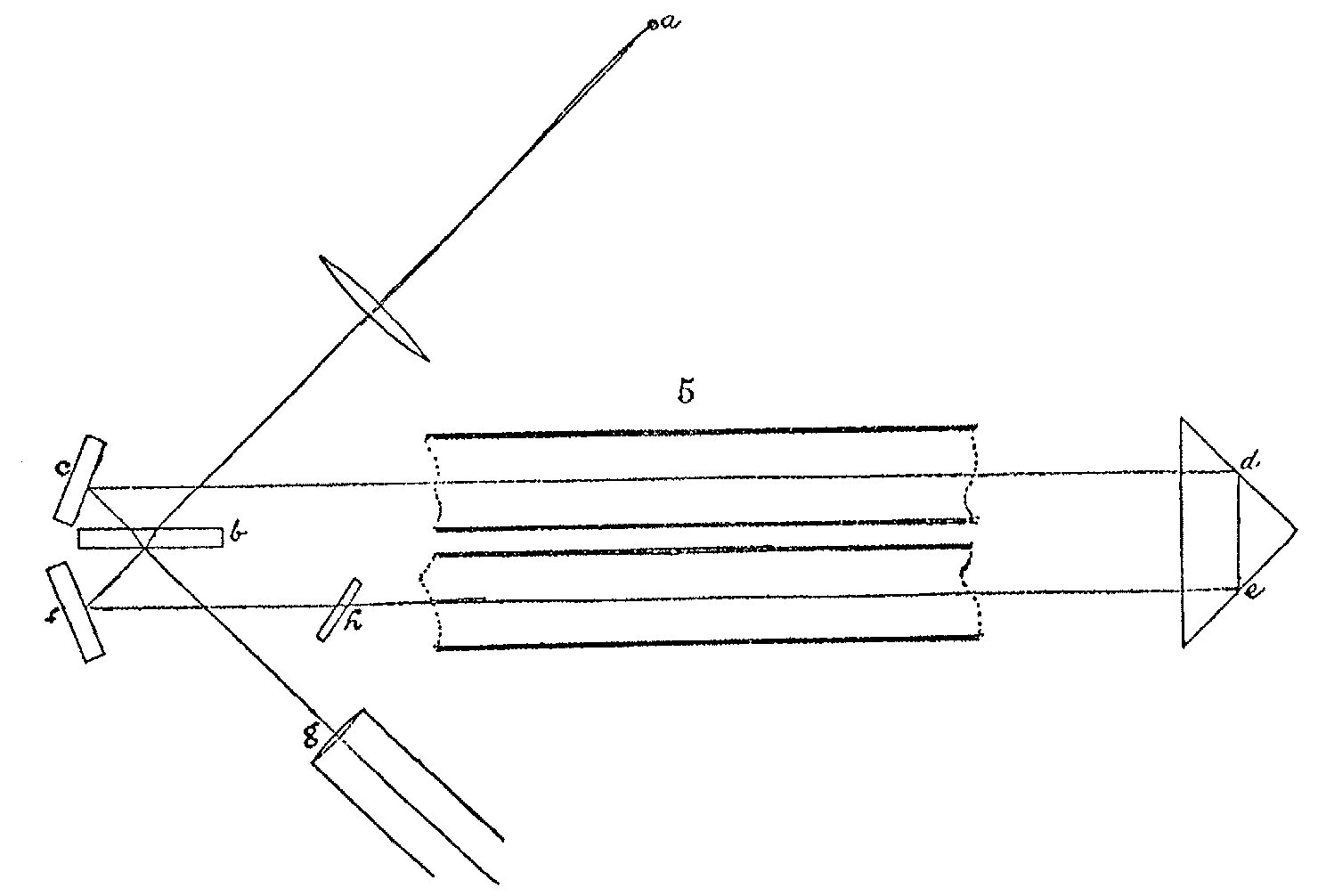
Figura 5 Miglioramento dell'esperimento di tipo Fizeau di Michelson e Morley nel 1886. La luce collimata dalla sorgente a arriva sul divisore del fascio b dove si divide: una parte segue il percorso b c d e f b g e l'altra il percorso b f e d c b g.

Albert A. Michelson ed Edward W. Morley (1886) replicarono l'esperimento di Fizeau con una maggiore precisione, affrontando con diverse precauzioni l'esperimento originale di Fizeau, criticato per i seguenti punti: (1) Le possibili deformazioni dei componenti ottici nell'apparato potevano causare spostamenti accidentali di frange ; (2) le osservazioni furono affrettate, poiché il flusso pressurizzato dell'acqua durò solo poco tempo; (3) il profilo del flusso laminare dell'acqua che scorreva attraverso i tubi di piccolo diametro utilizzati da Fizeau comportava che erano disponibili solo le parti centrali per il raggio di luce, con conseguenti frange poco intense; (4) vi erano anche incertezze sella determinazione della portata d'acqua attraverso il diametro dei tubi. Michelson ridisegnò l'apparato di Fizeau con tubi di diametro maggiorato e un grande serbatoio che forniva per tre minuti un flusso d'acqua costante. Il suo design dell'interferometro a percorso comune forniva anche una compensazione automatica della lunghezza del percorso, in modo tale che le frange con la luce bianca sarebbero state immediatamente visibili non appena gli elementi ottici fossero stati allineati. Dal punto di vista toplogico, il percorso della luce era quello di un interferometro di Sagnac con un numero pari di riflessi in ciascun percorso della luce. Questa disposizione offriva il vantaggio di avere frange estremamente stabili che, al primo ordine, erano completamente insensibili a qualsiasi movimento dei componenti ottici. La stabilità era talmente alta che era possibile inserire una lastra di vetro a h o addirittura tenere un fiammifero acceso sul tragitto della luce senza spostare il centro del sistema di frange. Utilizzando questo apparato, Michelson e Morley furono in grado di confermare completamente i risultati di Fizeau non solo in acqua, ma anche in aria.
Altri esperimenti vennero eseguiti da Pieter Zeeman nel 1914-1915. Utilizzando una versione ingrandita dell'apparato di Michelson collegato direttamente al condotto principale dell'acquedotto di Amsterdam, Zeeman è stato capace di eseguire misurazioni estese nello spettro visibile con luce monocromatica partendo dal violetto (4358 Å) fino al rosso (6870 Å) per confermare il coefficiente modificato di Lorentz. Nel 1910, Franz Harress utilizzò un dispositivo rotante e confermò il coefficiente di trascinamento di Fresnel, pur notando un "errore sistematico" nei dati, che in seguito si è rivelato essere l'effetto di Sagnac.
In seguito a questi primi esperimenti ne sono stati effettuati molti altri per misurare tali coefficienti di trascinamento in una varietà di materiali con indice di rifrazione diverso, spesso in combinazione con l'effetto Sagnac. Ad esempio, in esperimenti che utilizzano laser ad anello insieme a dischi rotanti, o in esperimenti interferometrici a neutroni. Oltre al trascinamento di Fresnel, si è potuto osservato anche un effetto di trascinamento trasversale, ovvero quando il mezzo si muove perpendicolarmente rispetto alla direzione della luce incidente.

## Esperimento di Hoek
Una conferma indiretta del coefficiente di trascinamento di Fresnel fu fornita da Martin Hoek (1868). Il suo apparato era simile a quello di Fizeau, ma nella sua versione solo uno dei bracci conteneva acqua ed era immobile, e l'altro braccio era in aria. Se l'esperimento è visto da un osservatore solidale con l'etere, la Terra e quindi l'acqua, è in movimento. Quindi i seguenti tempi di viaggio di due raggi di luce che viaggiano in direzioni opposte sono stati calcolati da Hoek (trascurando la direzione trasversale, vedi immagine): 
| {\displaystyle t_{1}={\frac {AB}{c+v}}+{\frac {DE}{{\frac {c}{n}}-v}}\ ,} {\displaystyle t_{2}={\frac {AB}{c-v}}+{\frac {DE}{{\frac {c}{n}}+v}}\ .} |

Come si può vedere dalle formule, i tempi di percorrenza non sono gli stessi, il che dovrebbe essere confermato da uno spostamento delle interferenze. Tuttavia, se il coefficiente di trascinamento di Fresnel viene applicato all'acqua nel riferimento eterico, la differenza del tempo di percorrenza (al primo ordine in v / c ) si annulla. Utilizzando diverse configurazioni Hoek ottenne effettivamente un risultato nullo, confermando il coefficiente di trascinamento di Fresnel. (Un esperimento simile che prevede la possibilità di proteggere dal vento eterico è l'esperimento Hammar ).
Nella particolare versione dell'esperimento mostrato qui, Hoek utilizzò un prisma P per disperdere la luce in uno spettro passando attraverso un collimatore C prima di entrare nell'apparato. Con l'apparato orientato parallelamente all'ipotetico vento di etere, Hoek aveva calcolato che la luce in un ramo del circuito fosse in ritardo di 7/600 mm rispetto all'altro. Laddove questo ritardo rappresentava un numero intero di lunghezze d'onda, si dovevano formare interferenze costruttive; dove questo ritardo diventava un numero semi-intero di lunghezze d'onda, l'interferenze diventavano distruttive. Senza trascinamento, si aspettava era che lo spettro osservato fosse continuo con l'apparato orientato trasversalmente al vento eterico e che fosse a bande con l'apparato orientato parallelamente al vento eterico. I risultati sperimentali furono effettivamente completamente negativi.

## Controversie
Nonostante l'ipotesi di Fresnel avesse un successo empirico nello spiegare i risultati di Fizeau, molti importanti esponenti in questo campo, tra cui Fizeau stesso (1851), Éleuthère Mascart (1872), Ketteler (1873), Veltmann (1873) e Lorentz (1886) furono uniti nel considerare l'ipotesi di trascinamento parziale dell'etere di Fresnel basata su motivi teorici scarsamente consistenti. Alcuni studiosi fecero esperimenti per mostrare quanto dovesse essere strano il comportamento dell'etere: Veltmann (1870) dimostrò che la formula di Fresnel implica che l'etere dovrebbe essere trascinato con velocità diverse per diversi colori della luce, poiché l'indice di rifrazione dipende dalla lunghezza d'onda; Mascart (1872) ha dimostrato un risultato simile per la luce polarizzata che viaggia attraverso un mezzo birifrangente. In altre parole, l'etere deve essere in grado di sostenere diversi movimenti allo stesso tempo.

 Fizeau non rimase soddisfatto per il risultato ottenuto del suo esperimento, lo si deduce facilmente nella conclusione del suo rapporto: 
 Il successo dell'esperimento mi sembra rendere necessaria l'adozione dell'ipotesi di Fresnel, o almeno la legge che ha trovato per l'espressione dell'alterazione della velocità della luce per l'effetto del movimento di un corpo; poiché sebbene quella legge trovata vera possa essere una prova molto forte a favore dell'ipotesi di cui è solo una conseguenza, forse la concezione di Fresnel può apparire così straordinaria, e per certi aspetti così difficile, da ammettere, che saranno necessario altre prove e un esame approfondito da parte dei teorici prima di adottarla come espressione dei fatti reali del caso. 
 Nonostante l'insoddisfazione della maggior parte dei fisici per l'ipotesi di trascinamento parziale dell'etere di Fresnel, le repliche e i miglioramenti apportati al suo esperimento ( vedi sezioni sopra ) da parte di altri scienziati, hanno sempre confermato i suoi risultati con precisione sempre maggiore .
Oltre ai problemi dell'ipotesi di trascinamento parziale dell'etere, un altro grosso problema sorse con l'esperimento di Michelson-Morley (1887). Nella teoria di Fresnel, l'etere è quasi stazionario, quindi l'esperimento avrebbe dovuto dare un risultato positivo. Tuttavia, il risultato di questo esperimento è stato negativo. Dal punto di vista dei modelli sull'etere a quel tempo, la situazione sperimentale era contraddittoria: da un lato, l'aberrazione della luce, l'esperimento di Fizeau e la ripetizione di Michelson e Morley nel 1886 sembravano sostenere il trascinamento parziale dell'etere. D'altra parte, l'esperimento di Michelson-Morley del 1887 sembrò dimostrare che l'etere è a riposo rispetto alla Terra, supportando apparentemente l'idea di trascinamento completo dell'etere (vedi ipotesi di trascinamento dell'etere). Quindi il successo stesso dell'ipotesi di Fresnel nello spiegare i risultati di Fizeau ha contribuito a portare a una crisi teorica, che non è stata risolta fino allo sviluppo della teoria della relatività speciale.

## L'interpretazione di Lorentz
Nel 1892, Hendrik Lorentz propose una modifica del modello di Fresnel, in cui l'etere rimane completamente immobile. Con i suoi studi riuscì a ricavare il coefficiente di trascinamento di Fresnel come risultato di un'interazione tra l'acqua in movimento con un etere non trascinato. Tra i risultati interessanti mostrò inoltre che il passaggio dall'uno all'altro sistema di riferimento poteva essere semplificato usando una variabile temporale ausiliaria che chiamava ora locale :
{\displaystyle t^{\prime }=t-{\frac {vx}{c^{2}}}\ .}
Nel 1895, Lorentz spiegò più in generale il coefficiente di Fresnel basato sul concetto di ora locale. Tuttavia, la teoria di Lorentz aveva lo stesso problema fondamentale di Fresnel: un etere stazionario contraddiceva l'esperimento di Michelson-Morley . Così nel 1892 Lorentz propose che i corpi in movimento si contrassero nella direzione del moto ( ipotesi di contrazione di FitzGerald-Lorentz, poiché già George FitzGerald era arrivato nel 1889 a questa conclusione). Le equazioni che ha usato per descrivere questi effetti sono stati ulteriormente sviluppati da lui fino al 1904. Queste sono ora chiamate trasformazioni di Lorentz in suo onore e sono identiche nella forma alle equazioni che Einstein avrebbe successivamente derivato dai primi principi. A differenza delle equazioni di Einstein, tuttavia, le trasformazioni di Lorentz erano rigorosamente ad hoc, la loro unica giustificazione era che matematicamente funzionavano.

## Derivazione dalla relatività ristretta
Einstein mostrò come le equazioni di Lorentz potessero essere derivate come il risultato logico di un insieme di due semplici postulati iniziali. Inoltre Einstein riconobbe che il concetto di etere stazionario e' superfluo nella relatività speciale e che la trasformazione di Lorentz riguarda la natura dello spazio e del tempo. Insieme al problema del magnete mobile e del conduttore, gli esperimenti di deriva dell'etere negativo e l'aberrazione della luce, l'esperimento Fizeau è stato uno dei principali risultati sperimentali che hanno plasmato il pensiero di Einstein sulla relatività. Robert S. Shankland ha riportato alcune conversazioni con Einstein, in cui Einstein ha sottolineato l'importanza dell'esperimento Fizeau:
Continuò a dire che i risultati sperimentali che lo avevano maggiormente influenzato erano le osservazioni di aberrazione stellare e le misurazioni di Fizeau sulla velocità della luce nell'acqua in movimento. "Erano sufficienti", ha detto.
Max von Laue (1907) ha dimostrato che il coefficiente di trascinamento di Fresnel può essere facilmente visto come conseguenza naturale della formula relativistica per l'composizione delle velocità,. Ecco alcuni passaggi per arrivare a questo risultato:
La velocità della luce nell'acqua immobile è c / n .
Dalla legge sulla composizione della velocità segue che la velocità della luce osservata in laboratorio, dove l'acqua scorre con la velocità v (nella stessa direzione della luce) è
{\displaystyle V_{\mathrm {lab} }={\frac {{\frac {c}{n}}+v}{1+{\frac {{\frac {c}{n}}v}{c^{2}}}}}={\frac {{\frac {c}{n}}+v}{1+{\frac {v}{cn}}}}\ .}
Quindi la differenza di velocità è (supponendo che v sia piccola rispetto a c, eliminando termini di ordine superiore)
{\displaystyle V_{\mathrm {lab} }-{\frac {c}{n}}={\frac {{\frac {c}{n}}+v}{1+{\frac {v}{cn}}}}-{\frac {c}{n}}={\frac {{\frac {c}{n}}+v-{\frac {c}{n}}(1+{\frac {v}{cn}})}{1+{\frac {v}{cn}}}}} {\displaystyle ={\frac {v\left(1-{\frac {1}{n^{2}}}\right)}{1+{\frac {v}{cn}}}}\approx v\left(1-{\frac {1}{n^{2}}}\right)\ .}
Questa formula è accurata quando v/c ≪ 1 e concorda con la formula basata sulle misurazioni di Fizeau, che soddisfacevano la condizione v/c ≪ 1 .
L'esperimento di Fizeau supporta chiaramente il caso unidimensionale della formula di composizione della velocità di Einstein.